# Xã Park, Quận Hand, Nam Dakota
Xã Park (tiếng Anh: Park Township) là một xã thuộc quận Hand, tiểu bang Nam Dakota, Hoa Kỳ. Năm 2010, dân số của xã này là 30 người.